# Balistoides conspicillum
Baliste clown, Baliste léopard
Espèce
Balistoides conspicillum, ou communément nommé Baliste clown ou Baliste léopard ou Baliste-arbalétrier ou Baliste demi-lune, est une espèce de poissons marins démersale de la famille des Balistidae.

## Description
Balistoides conspicillum est un poisson de taille moyenne pouvant atteindre 50 cm de long et pesant jusqu'à 2 kg.
Le corps est trapu, ovale, compressé latéralement. Grande tête qui représente environ un tiers du corps. La bouche est petite, terminale et dotée de dents fortes. La première nageoire dorsale, érectile et dissimulée dans un sillon dorsal, se compose de trois épines dont une grande. Cet ensemble d'épines dorsales constitue un système de gâchette caractéristique de la famille des Balistidae. La deuxième nageoire dorsale est similaire en forme et taille à la nageoire anale qui lui est symétriquement opposée. La nageoire pelvienne se réduit à une protubérance ventrale.
La couleur de fond est noire. La moitié de la partie inférieure du corps est marquée de gros points blancs plus ou moins ronds. Toute la zone qui cerne les épines dorsales est marquée de sinuosités jaunâtres formant un fin réseau qui peut rappeler les motifs du léopard. La bouche est entourée d'un anneau jaune orangé suivi sur son extérieur par un autre anneau blanc très fin. Une bande blanche chevauche le museau juste sous les yeux tel un chevron. Les nageoires dorsales et anales sont blanches et soulignées par un trait jaune orangé à leur base. Le Pédoncule caudal a une tache jaune orangé sur sa partie supérieure ainsi que trois séries horizontales d'écailles épineuses. La nageoire caudale est jaunâtre en son centre et bordée de noir.
Les juvéniles ont une livrée noire constellée de points blancs avec le bout du museau jaunâtre ainsi que la base des épines dorsales.

## Distribution & habitat
Le baliste clown fréquente les eaux tropicales et subtropicales de l'océan Indien jusqu'à la partie occidentale de l'océan Pacifique. Il affectionne les pentes récifales externes et ce jusqu'à 75 m de profondeur.
Les juvéniles vivent à une profondeur supérieure à 20 m à proximité de surplombs.

## Alimentation
Le baliste clown a une alimentation très variée basée sur des organismes benthiques comme les échinodermes, les tuniciers, les crustacés, les mollusques, ainsi que des éponges, des hydrozoaires, des bryozoaires et des algues calcaires.

## Comportement
Ce baliste a une activité diurne, il est solitaire et défend un territoire.
Il est très agressif avec les poissons plus petits que lui et ses autres congénères.
La première épine de sa nageoire dorsale lorsqu'elle est dressée, peut servir pour impressionner un adversaire ou pour empêcher un prédateur de le sortir de son refuge.

## Photos

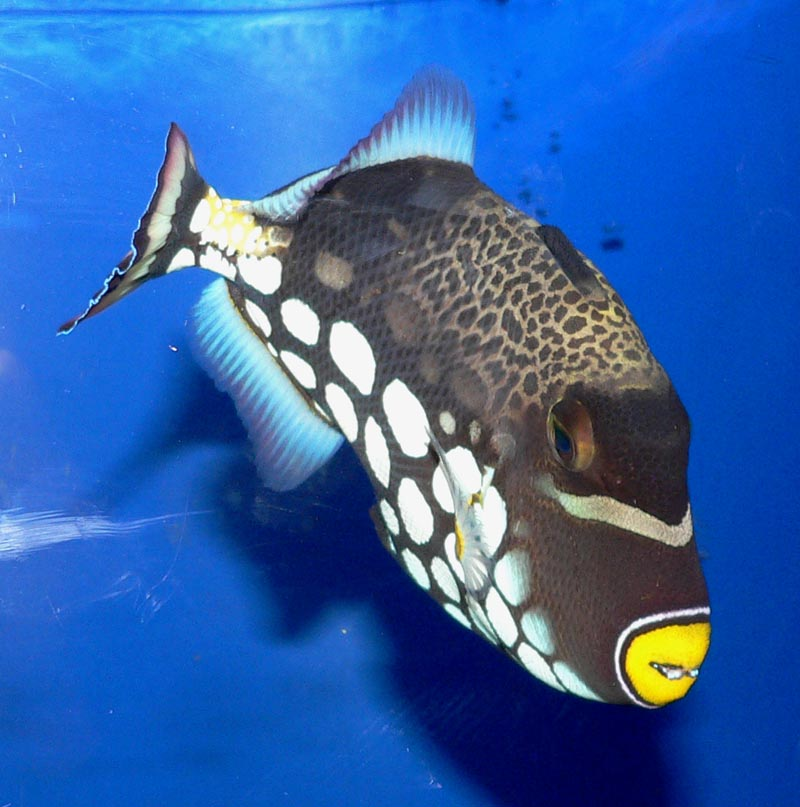
Baliste clown
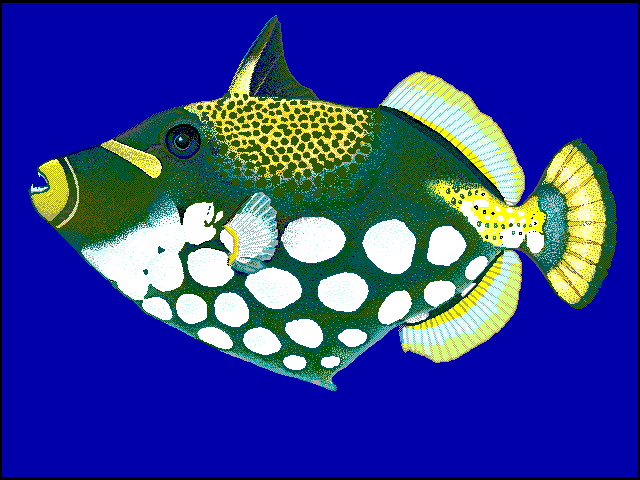
Baliste clown
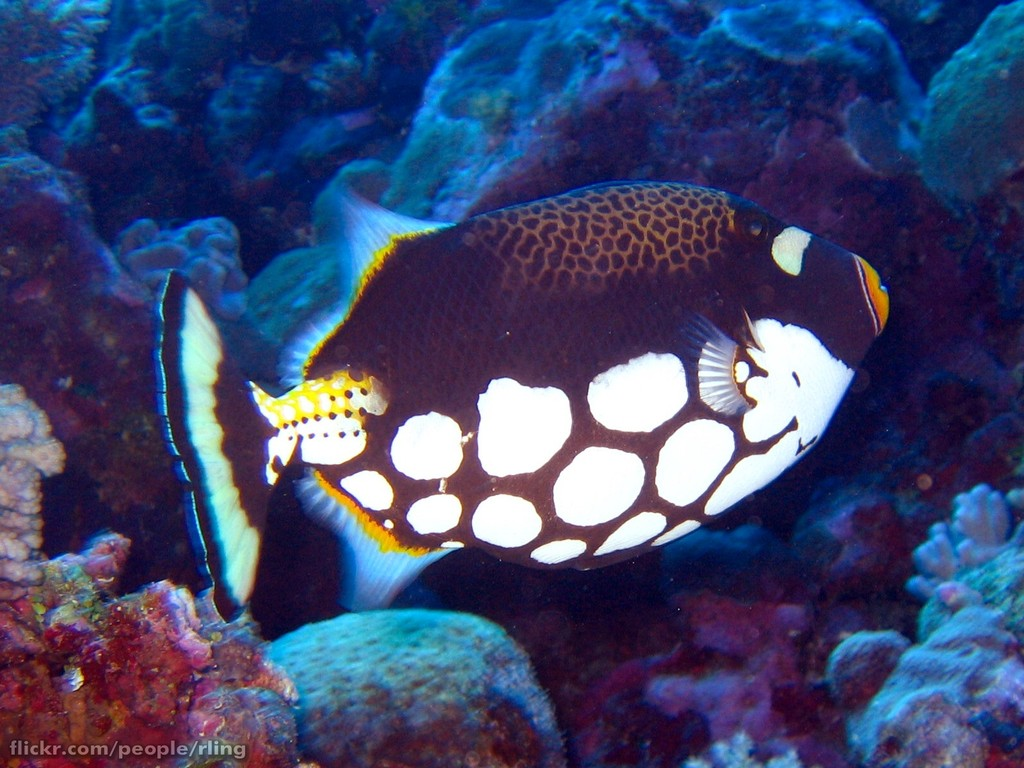
Baliste clown
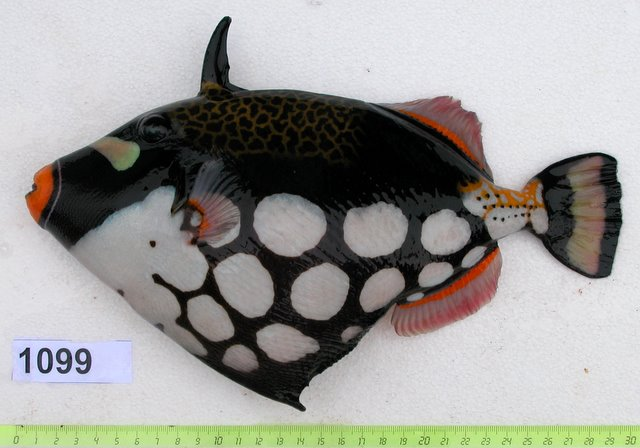
Balistoides conspicillum, Nouvelle-Calédonie